# Gansus
Gansus è un genere estinto di uccelli acquatici vissuto nel Cretaceo inferiore, circa 120 milioni di anni fa (Aptiano-Albiano), in quelle che oggi sono le province di Gansu e Liaoning, nella Cina occidentale. Il genere contiene due specie: la specie tipo G. yumenensis, e G. zheni. Il genere venne descritto per la prima volta nel 1984 sulla base di una zampa sinistra isolata. È il membro più antico conosciuto degli Ornithurae, il gruppo che comprende gli uccelli moderni (Neornithes) e gruppi estinti correlati, come Ichthyornis ed Hesperornithes.

## Descrizione

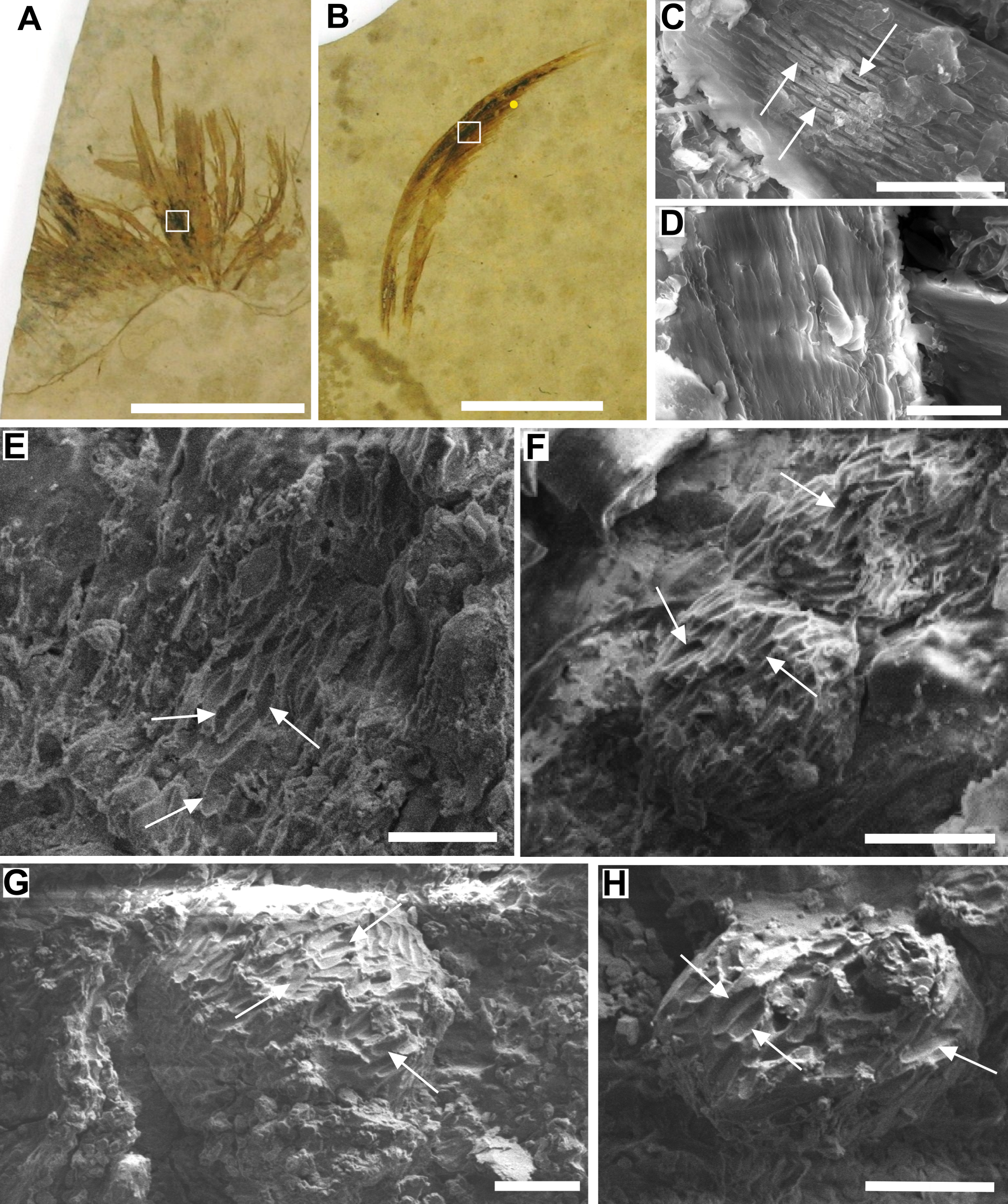
Immagini che mostrano la presenza di melanosomi nelle piume di Gansus e di uccelli viventi (C e D)

La specie G. yumenensis aveva le dimensioni di un piccione e, in vita, doveva avere un aspetto simile a quello delle strolaghe e delle anatre tuffatrici. Mostrava molte caratteristiche comuni degli uccelli moderni, sebbene conservasse anche alcuni tratti primitivi, come le ali artigliate.
Il genere Gansus venne descritto nel 1981, sulla base di una singola zampa sinistra isolata. Altri cinque fossili ben conservati furono ritrovati nel 2003-2004 in argille nel sito di un antico lago a Changma, Gansu; lo strato geologico in cui sono stati ritrovati i fossili è la Formazione Xiagou. I loro corpi si erano depositati nel fango anossico dell'antico lago dove vennero in breve ricoperti da ulteriori sedimenti limosi estremamente fini. Senza ossigeno, i loro resti hanno resistito al decadimento: questi esemplari hanno conservato resti di penne da volo e tracce della palmatura tra le dita dei piedi. Nel 2011, sono stati descritti nove esemplari aggiuntivi, che hanno supportato, sulla base di un'analisi statistica dello sterno e degli elementi delle zampe, l'ipotesi che Gansus fosse in grado di volare.
You et al. (2006) conclusero che le caratteristiche anatomiche di Gansus erano simili agli uccelli subacquei che si muovono grazie alla propulsione dei piedi, come Hesperornis (dal Cretaceo), le strolaghe (Gaviidae) e gli svassi (Podicipedidae). D'altra parte, Li et al. (2011) hanno concluso che Gansus mostrava una morfologia più simile alle anatre. Due anni dopo, Nudds et al. (2013) hanno dimostrato che le proporzioni della lunghezza dell'arto pettorale di Gansus era molto simili a quelle delle rondini e dei colibrì (Apodiformes), mentre le proporzioni della lunghezza dell'arto pelvico rientravano tra gli uccelli moderni (Neornithes), mostrando somiglianze con svassi (Podicipedidae), albatross (Diomedeidae) e cormorani (Phalacrocoracidae), suggerendo che Gansus fosse un volatile in grado di lunghe immersioni, spingendosi nell'acqua con le zampe o, forse, con le zampe e le ali insieme.

## Classificazione

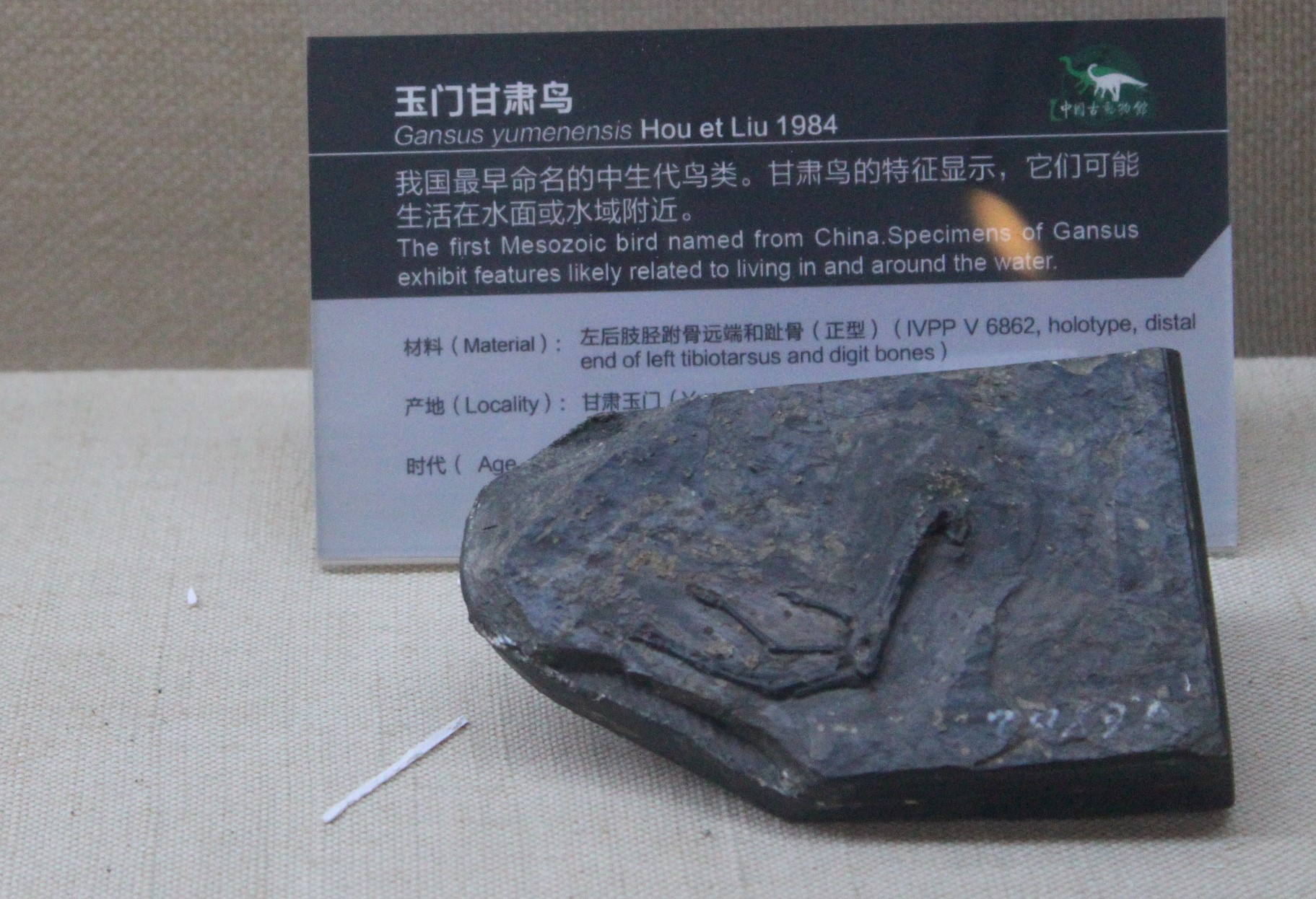
Esemplare olotipico, Museo paleozoologico della Cina

Gansus è stato descritto come il più antico ornithuro conosciuto. Ad Ornithurae, tuttavia, sono state date diverse definizioni. Nella definizione usata da You e dai suoi colleghi, "il clade che contiene tutti gli uccelli viventi più Hesperornis e Ichthyornis", Gansus è davvero il membro più antico conosciuto. Tuttavia, diversi uccelli della precedente Formazione Yixian e della contemporanea Formazione Jiufotang, sono considerati ornithuri secondo altre definizioni. Sotto qualsiasi definizione, tutti gli uccelli viventi, compresi i taxa diversi, come struzzi, colibrì e aquile, discendono da ornituri basali, molti dei quali erano semi-acquatici. Si ritiene ora possibile che tutti gli uccelli moderni siano discesi specificamente da un uccello semi-acquatico simile a Gansus. Pertanto, sebbene Gansus non sia necessariamente un antenato diretto degli uccelli odierni, è strettamente legato a una tale specie ancestrale. Questa ipotesi è stata confermata da studi filogenetici successivi che includevano questo taxon.